# Danh sách quân chủ Asturias

Thánh giá của vua Asturias.

Dưới đây là danh sách vua của vương quốc Asturias, vương quốc Công giáo đầu tiên được thành lập ở bán đảo Iberia sau khi người Hồi giáo xâm lược vùng đất này vào nửa đầu thế kỷ thứ 8 SCN. Fruela II, vị vua cuối cùng của vương quốc, kế thừa ngai vàng của vương quốc León láng giềng từ năm 824 và do đó vương quốc bị sát nhập vào vùng đất của xứ León, chấm dứt sự tồn tại của vương quốc này.

## Chế độ nối ngôi
Xứ Asturias ban đầu duy trì chế độ quân chủ tuyển cử do các quý tộc bầu lên. Nhưng từ khi vua Ordoñu I kế thừa ngai vàng vương quốc ngay sau Ramiro I chết ngày 1 tháng 2 năm 850 mà bỏ qua việc chọn lựa của các quý tộc thì về thực chất vương quốc đã trở thành chế độ quân chủ cha truyền con nối.

## Danh sách vua
| Vua                       | Chân dung   | Sinh - mất                   | Thời gian cai trị                        | Vợ                   |
| ------------------------- | ----------- | ---------------------------- | ---------------------------------------- | -------------------- |
| Don Pelayu                | không khung | c. 685 – 737                 | 714 – 737                                | Gaudiosa             |
| Favila                    | không khung | ?–739                        | 737–739                                  | Froiluba             |
| Alfonsu I Công giáo       | không khung | c. 693 – 757                 | 739 – 757                                | Ermesinda            |
| Fruela I Tàn ác           | không khung | 722 – 14 tháng 1 năm 768     | 757 – 14 tháng 1 năm 768                 | Munia xứ Álava       |
| Aureliu                   | không khung | c. 740 – 774                 | 768 – 774                                | Không có             |
| Silu                      | không khung | ? – 783                      | 774 – 783                                | Adosinda xứ Asturias |
| Alfonsu II Trong sạch     | không khung | c. 760 – 842                 | 783                                      | Không rõ             |
| Mauregatu                 | không khung | 719 (?) – 788/789            | 783 – 788/189                            | Creusa xứ Asturias   |
| Bermudu I Thầy tu/ Phó tế | không khung | c. 750 – 797                 | 788/789 – 791                            | Ozenda               |
| Alfonsu II Trong sạch     | không khung | c. 760 – 842                 | 791– 842                                 | Không rõ             |
| Ramiro I                  | không khung | c. 790 – 1 tháng 2 năm 850   | 842 – 1 tháng 2 năm 850                  | UrracaPaterna        |
| Ordoñu I                  | không khung | c. 821 – 27 tháng 5 năm 866  | 1 tháng 2 năm 850 – 27 tháng 5 năm 866   | Nuña xứ Asturias     |
| Alfonsu III Đại đế        | không khung | c. 848 – 20 tháng 12 năm 910 | 27 tháng 5 năm 866 – 20 tháng 12 năm 910 | Jimena xứ Asturias   |
| Fruela II Vua hủi         | không khung | c. 875– tháng 7 năm 925      | 20 tháng 12 năm 910 – 924                | Nunilo JimenaUrraca  |